# Archives nationales de Guinée
Pour les articles homonymes, voir Archives nationales (homonymie).
Les Archives nationales de Guinée ont été créées dans les années 1960 après l'indépendance du pays.

## Histoire

### Avant l'indépendance
Les archives de l’ex-région du Sud Soudan furent envoyés à Conakry en 1900. Le 1er juillet 1913, le gouverneur général William Ponty signa deux arrêtés relatifs aux Archives.
Le premier, n° 959 créa le service d’archives de l’ex-Afrique occidentale française (AOF) et le second, n° 960 institua un dépôt d’archives au chef-lieu de chaque colonie dont la Guinée française (actuel Guinée). Les archives augmentèrent de volume en 1947 à la suite de nombreux versements des cercles du territoire.

### Apres l'indépendance
En 1958, le chef du dépôt d’archives de Conakry, reçoit des archives anciennes de Boké qui pourraient dater de 1866. En 1943, les archives de Kouroussa étaient toutes à Conakry au Centre de l’institut français d’Afrique Noire (IFAN).
Les autorités guinéennes créèrent en 1959 l’Institut national de la recherche et de la documentation de Guinée (INRDG) à la place de l’IFAN. Automatiquement, les archives de la période coloniale conservées au dépôt de Conakry sont devenues archives nationales.
Les Archives nationales ont occupé successivement le Lazaret de Boulbinet (actuel Camp Makambo), l’ancien bâtiment de l’IFAN de 1943 en 1985 puis une aile du Musée national de Sandervalia de 1985 en 1991 et enfin le bâtiment depuis fin mai 1991 son propre bâtiment du a la rénovation de l’ex-permanence nationale du Parti démocratique de Guinée sur financement du gouvernement guinéen et équipé par la coopération française.
Vers 1995, les archives avaient une collection de plus de 3 000 volumes.

## Infrastructure
L'infrastructure couvre une superficie de 1600 mètres carrés. Le bâtiment des Archives nationales comprend un rez-de-chaussée et un niveau d’étage en hauteur.

## Voir également
- Liste des archives nationales
- Bibliothèque nationale de Guinée